# 昭和は輝いていた
『昭和は輝いていた』（しょうわはかがやいていた）は、BSテレ東（2018年9月まではBSジャパン）で放送されている昭和時代を扱う歴史情報番組である。2014年10月1日からは『武田鉄矢の昭和は輝いていた』（たけだてつやのしょうわはかがやいていた）に改題して放送されている。

## 概要
激動の昭和時代を象徴する「人」「モノ」「できごと」から毎回一つのテーマをピックアップし、当時の映像や写真とともに関係者とのスタジオトークで昭和の魅力を発掘する。この他番組初期には現代に残る昭和時代を色濃く残すスポットを紹介する「昭和の風景」コーナーも行われた。
歌謡曲特集が比較的多く組まれ、2～3時間スペシャルも頻繁に放送される。
当初は都内のダイニングバー「dining & bar KITSUNE」で収録され、須黒清華がバーテンダー役となり当初はバーカウンターの奥に立ち武田やゲストを客に見立てて進行していた。2014年8月からは武田と並んで座って番組を進行するようになり、2017年4月放送分からはスタジオ収録となり須黒も通常の衣装を着用するようになった。

## 放送時間
- 2018年4月6日 - 金曜日 20:00 - 20:54

過去の放送時間
- 2013年4月2日 - 2014年3月30日 火曜日 21:00 - 21:54
- 2014年4月2日 - 2016年3月30日 水曜日 20:00 - 21:00
- 2016年4月15日 - 2018年3月30日 金曜日 21:00 - 21:54

## 出演者

### 司会
現在
- 武田鉄矢
- 繁田美貴

### 過去の出演者
- 福田典子
- 須黒清華（テレビ東京アナウンサー）[注 2]

## 放送リスト
ゲストのカッコ内の役職は放送当時のもの。

## スタッフ（2021年5月現在）
- ナレーション：城ヶ崎祐子
- 構成：週替わり
- TP：椙本晃一
- TD：為末和寛
- CAM：高橋駿介、多田正和、岡田航、平島輝久
- VE：金野勝
- 音声：三浦光太郎
- 照明：三浦弘
- 美術プロデューサー：薬王寺哲朗
- デザイン：三重野基
- 美術進行：宇野純一
- 大道具：橋本純
- 小道具：丸山善之
- 編集：久野星香
- MA：坂井真一
- 技術協力：テクノマックス、オムニバス・ジャパン
- 音響効果：Dボックスクリエイト
- オープニングCG：パークグラフィックス
- スタイリスト：川岸みさこ、興津靖江
- ヘアメイク：山田かつら
- 協力：テレビ東京アート ほか
- 演出補：森優芽
- 編成：石本順也（BSテレビ東京）
- 番宣：佐藤妙子
- AP：高橋敦子、阿部登紀雄、小原岳大
- ディレクター：石川陽佑、廣瀬一貴
- プロデューサー：細川邦夫、大里進、小山公一
- 統括プロデューサー：橋本かおり（テレビ東京）
- 制作協力：オールアウト
- 制作：BSテレ東/テレビ東京

### 過去のスタッフ
- ヘアメイク：一條純子
- 編成：柳川美波（BSジャパン）
- 演出補：袴田有美、長瀬智紀、西深澤史恵
- ディレクター：関口公平、今成準、藪内康博、尾藤光ほか
- プロデューサー：伊藤成人（BSジャパン・当時）、大石淳子（BSジャパン・当時）、田中智子（テレビ東京）
- チーフプロデューサー：脇坂清人（BSジャパン・当時）

## 書籍
- 『知られざるブルートレインのすべて』(2014年6月26日発売、マガジンハウス ISBN 978-4-838-78926-9)